# Lijkenvlieg
De lijkenvlieg (Cynomya mortuorum) is een vliegensoort uit de familie van de bromvliegen (Calliphoridae). De wetenschappelijke naam van de soort is gepubliceerd in 1761 door Linnaeus.